# Beatogordius deshayesi
Beatogordius deshayesi är en tagelmaskart som först beskrevs av J.P. Villot 1874.  Beatogordius deshayesi ingår i släktet Beatogordius och familjen Chordodidae. Inga underarter finns listade i Catalogue of Life.